# Rötelfalke
Der Rötelfalke (Falco naumanni) ist ein kleiner Falke, der vornehmlich in der Mittelmeerregion und in Zentralasien lebt. Er ähnelt einem Turmfalken und ist nicht mit dessen regionaler Bezeichnung Rüttelfalke zu verwechseln. Es werden keine Unterarten beschrieben.
Rötelfalken sind in erster Linie Bewohner offener, trockener, wärmebegünstigter Landschaften wie Steppen oder Halbwüsten, besiedeln aber auch extensiv genutztes Kulturland. Sie ernähren sich vor allem von Insekten und andern Gliederfüßern, aber auch von kleinen Wirbeltieren.
Die Tiere sind Langstreckenzieher und überwintern in Afrika südlich der Sahara.
Der Rötelfalke hat in Europa seit den 1960er Jahren starke Bestandseinbußen erlitten, nimmt in den letzten Jahren jedoch regional wieder zu. Die Art wird von der IUCN weltweit als Least Concern („nicht gefährdet“) klassifiziert.

## Aussehen

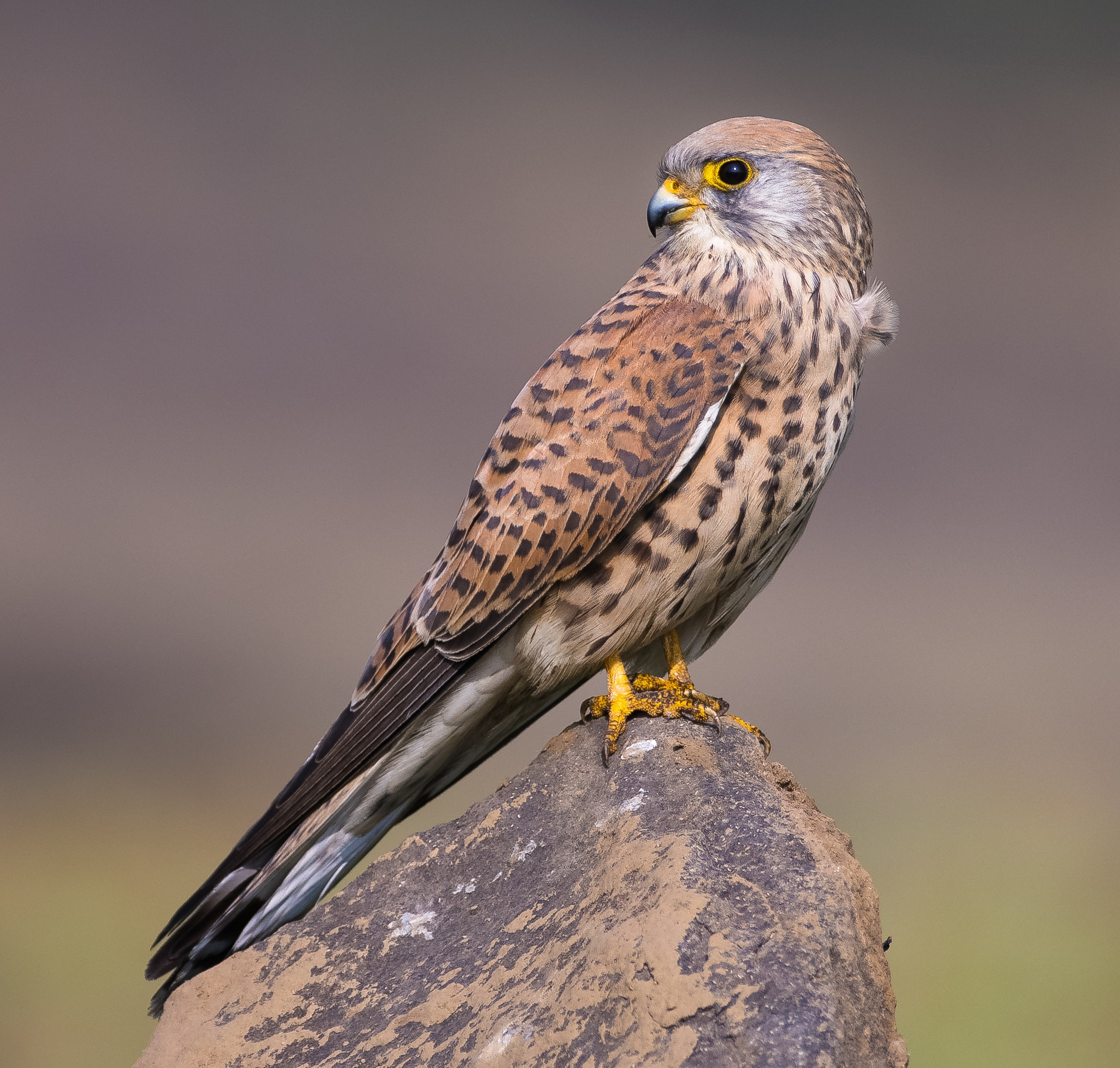
Weibchen

In Größe und Aussehen ähnelt die Art dem Turmfalken. In allen Kleidern haben beide Geschlechter des Rötelfalken sehr helle, weißliche Krallen, diese sind beim Turmfalken schwarz. Der Rötelfalke ist mit 29–32 Zentimetern Körperlänge etwas kleiner als der Turmfalke, der Schwanz wirkt auf Grund der etwas verlängerten Mittelfedern stärker keilförmig. Auf der Unterseite ist der Schwanz heller als der des Turmfalken; er endet in einer relativ breiten, weiß gesäumten Endbinde. Die Strichelung der Bauchunterseite erscheint beim Rötelfalken mehr punkt- oder ringförmig. Beim Männchen ist die Flügeloberseite rotbraun, im Gegensatz zum Turmfalken jedoch ohne schwarze Fleckung. Der Kopf des Männchens ist schiefergrau. Vom Flügelbug bis zu den inneren Armschwingen ist auf dem Oberflügel ein ebenfalls schiefergraues Band erkennbar, das beim Turmfalkenmännchen fehlt.

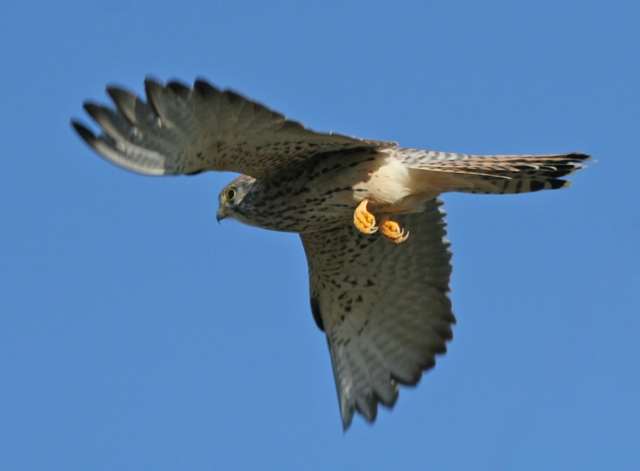
Weibchen im Flug
Deutlich zu erkennen sind die sehr hellen Krallen

Auch junge Rötelfalken weisen dieses Flügelband nicht auf. Die Flügelspannweite beträgt 58–72 Zentimeter. Weibchen und Jungvögel sind dem Turmfalken sehr ähnlich, bestes Unterscheidungsmerkmal sind die, verglichen mit dem Turmfalken, helleren Unterseiten der Hand- und Armschwingen, die deutlich zu den Unterflügeldecken kontrastieren. Im Verhalten, Vorkommen sowie in der Stimme unterscheiden sich die beiden Arten aber sehr deutlich, so dass fast immer eine sichere Bestimmung möglich ist.
Die Weibchen sind nur unwesentlich größer und schwerer als die Männchen, das Gewicht der Vögel schwankt zwischen 130 und 200 Gramm.

## Stimme
Als Koloniebrüter ist der Rötelfalke sehr ruffreudig. Alle seine Lautäußerungen haben eine etwas heisere, manchmal auch scheppernde Klangfarbe und wirken gedämpft, nicht wie bei Greifvögeln schrill und gellend. Häufig hört man von diesen Vögeln ein wenig vokalisiertes, mehrsilbiges „Tsche-tschee“. Diese Ruffolge wird stark variiert und bei steigender Erregung greller, etwa „gii-gik“. Zur Paarungszeit ist vor allem vom Weibchen ein zitterndes, ansteigendes Lahnen (Futterbetteln) („die – die – die“, zuweilen auch „huiirr“ oder „iiieerrr“) zu hören.

## Verbreitung

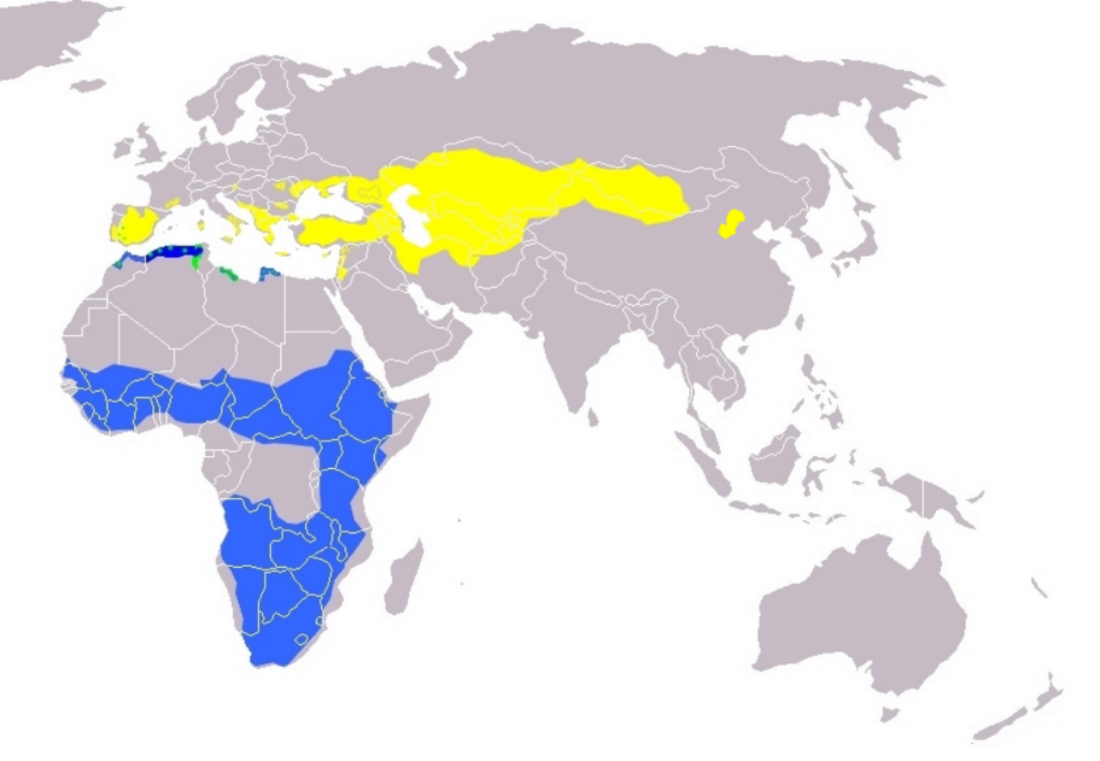
Brutgebiete
Seltener Jahresvogel
Überwinterungsgebiete

Das Verbreitungsgebiet der Art liegt in der südlichen und zentralen Paläarktis, hauptsächlich zwischen 30° und 50° Nord. Im Westen beginnen die Vorkommen an der marokkanischen und portugiesischen Atlantikküste und setzen sich in einem relativ schmalen Streifen nach Osten fort. Stark fluktuierende Bestände bestehen in den Maghrebstaaten, in Portugal und Spanien, in Südfrankreich sowie in Süd- und Mittelitalien einschließlich der großen Inseln, im Balkangebiet und daran ostwärts anschließend in den Steppengebieten der Ukraine und des europäischen Russland; in Griechenland und auf einigen der größeren griechischen Inseln, der Türkei sowie in einigen Anrainerstaaten des östlichen Mittelmeeres ist die Art ebenfalls Brutvogel. Diese Brutgebiete setzen sich in Asien weiter nach Osten fort und reichen bis in die Mongolei und etwas südlicher bis nach Mittelchina. Reine Hochgebirgsregionen sowie reine Wüsten bleiben auch in diesem Verbreitungsgebiet ausgespart, Vorgebirge werden aber bis in Höhen von bis zu 3000 Metern besiedelt. Sehr hochgelegene Brutgebiete liegen zum Beispiel in der Umgebung des Sewansees in Armenien oder im Tianshan. Die südlichsten Brutgebiete befinden sich im nördlichen Irak, im Iran sowie in Afghanistan. Auch die Vorkommen in Asien sind großen Fluktuationen ausgesetzt.
Mitteleuropa lag immer an der Nordgrenze der Artverbreitung. Gegenwärtig sind alle mitteleuropäischen Vorkommen erloschen.

## Lebensraum
Der Rötelfalke ist ein Bewohner offener, trockener, wärmebegünstigter und vor allem beutetierreicher Landschaften wie Steppen oder Halbwüsten. Dazu besiedelt er extensiv genutztes Kulturland, wenn er Brutmöglichkeiten und eine hohe Beutedichte vorfindet. Reine Wüsten werden nur in ihren Randbereichen besiedelt, geschlossene Waldbestände zur Gänze gemieden; auch Feuchtgebiete werden von dieser Art als Lebensraum nicht genutzt. Ansonsten scheint der Rötelfalke jedoch in Bezug auf die Habitatstruktur recht flexibel zu sein. Auch im Überwinterungsgebiet erscheint er in ähnlichen wärmebegünstigten, trockenen und großinsektenreichen Habitaten. Häufig können Rötelfalken im Gefolge anderer Beutegreifer in der Nähe von Busch- oder Steppenbränden angetroffen werden, wo sie das Angebot an fliehenden Insekten, Kleinsäugern und Kleinreptilien nutzen.
Obgleich viele der Kolonien in sehr einsamen und fast menschenleeren Gebieten liegen, ist die Art keineswegs hemerophob. Dort, wo genügend Duldung durch den Menschen besteht, wurden auch Kolonien an Stadt- oder Dorfrändern festgestellt, sogar inmitten großer Städte, wie in Sevilla, wo eine Brutkolonie mit einigen Dutzend Paaren an der Kathedrale Maria de la Sede besteht. Limitierend für sein Brutvorkommen ist neben dem Nistplatzangebot das Nahrungsangebot in der unmittelbaren Umgebung des Brutplatzes.

## Verhalten
Rötelfalken sind, ähnlich wie Rotfußfalken äußerst gesellige Vögel, die nur sehr selten einzeln angetroffen werden oder als Einzelpaare brüten. Meistens leben sie in Kolonien und gehen auch gemeinsam – sowohl im Brutrevier als auch in den Überwinterungsgebieten – auf Beutefang. Bevor die Bestände sehr stark zurückgingen, waren Brutkolonien mit einigen hundert Paaren und Zuggemeinschaften mit einigen tausend Individuen keine Seltenheit.
Ein später Aktivitätsbeginn, eine ausgeprägte Mittagsruhe und Flugjagden bis in die späte Dämmerung kennzeichnen den Tagesrhythmus der Rötelfalken. Zuweilen, insbesondere wenn künstliche Lichtquellen große Scharen von Insekten anziehen, können Rötelfalken auch in den frühen Nachtstunden jagend angetroffen werden. Sein Flug ist weniger hastig als der des Turmfalken, auch das Rütteln ist gleitender und schwebender. Häufig werden Aufwinde entlang von Felswänden oder hohen Gebäuden zum In-der-Luft-Stehen ausgenützt, wobei der sich ständig drehende und sich wendende Schwanz die Luftströmungen ausgleicht.
Die unmittelbare Umgebung des Brutplatzes wird gegenüber Artgenossen mit Drohgebärden verteidigt, zu tatsächlichen körperlichen Attacken kommt es aber nicht. In die Brutkolonie eindringende potentielle Feinde, wie zum Beispiel Krähen oder Greifvögel, werden zwar von vielen Koloniemitgliedern umflogen, jedoch nicht besonders energisch attackiert. Auch gegenüber Menschen zeigen Rötelfalken ein eher passives Verhalten mit einer auffallend geringen Fluchtdistanz.
Der Rötelfalke ist ein Höhlen- oder Halbhöhlenbrüter, der meist in Kolonien brütet. Kolonien mit mehr als hundert Brutpaaren sind heute selten geworden. Die einzelnen Brutplätze innerhalb einer Kolonie sind dabei manchmal nur wenig mehr als 2 Meter voneinander entfernt.

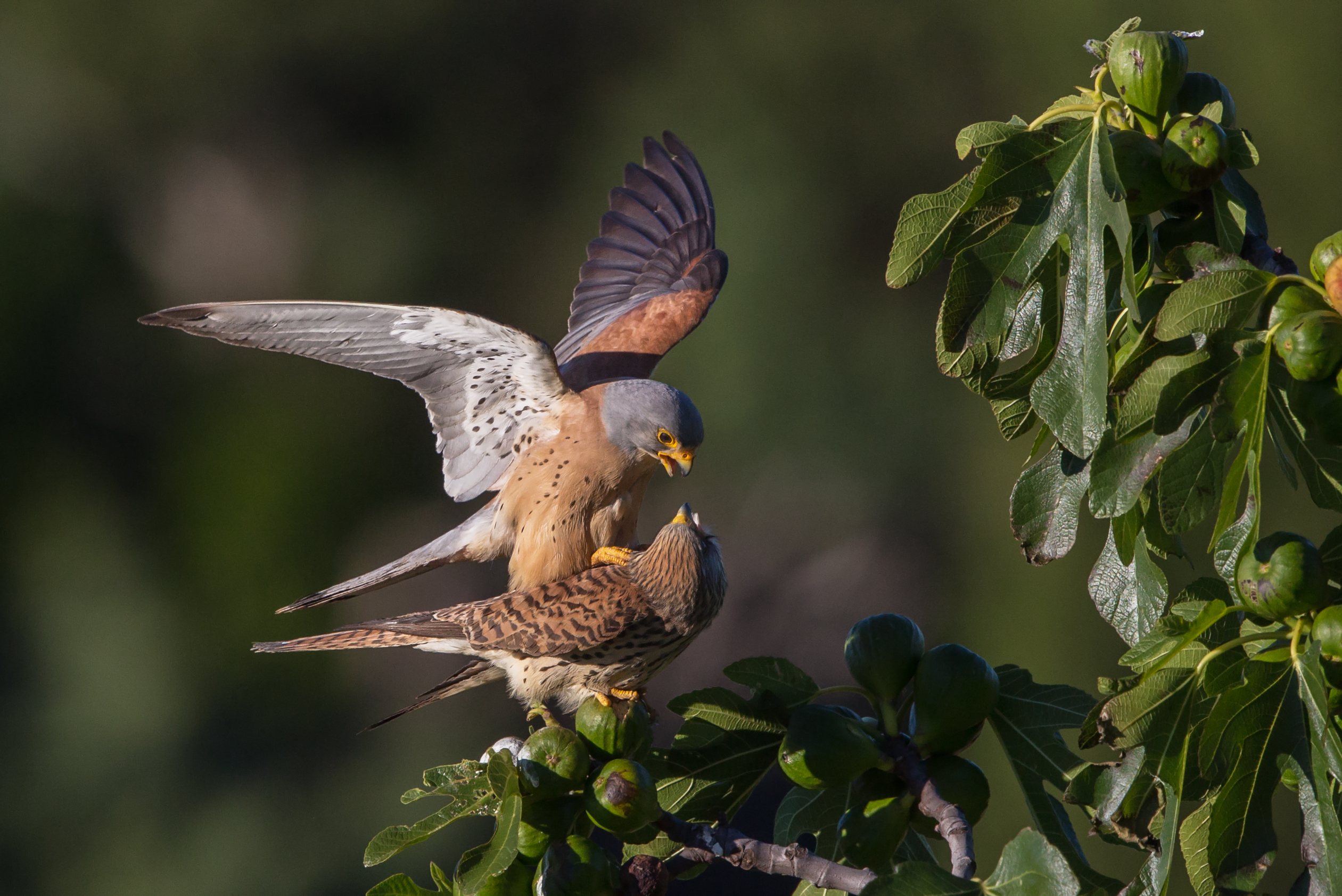
Paarung

Wie alle Falken bauen auch Rötelfalken keine Nester, sie sind daher auf das Vorhandensein geeigneter Nistmöglichkeiten angewiesen, insbesondere auf Höhlen, Halbhöhlen oder Simse. Diese finden sie in Baumhöhlen, Nischen in Lössabbrüchen oder in Sandsteinfelsen, in Felsnischen und überdachten Felssimsen sowie in Mauernischen an Gebäuden. Gelegentlich brüten Rötelfalken auch in Baumhöhlen oder Nestern anderer Vogelarten. Auch Nistkastenbruten wurden bekannt. Nistmaterial wird nicht eingetragen, der Brutplatz wird aber gesäubert und, wenn möglich, zur Eiablage leicht eingemuldet.
Rötelfalken kehren unverpaart aus dem Überwinterungsgebiet zurück. Sofort nach Eintreffen am Brutplatz beginnen die meist zuerst ankommenden Männchen mit Schauflügen in der Nähe des künftigen Brutplatzes; nach Eintreffen der Weibchen werden diese Flüge intensiviert, deren deutlichstes Element Körperdrehungen um fast 180 Grad sind, so dass das Männchen für kurze Zeit rückenunter fliegt. An diese Phase schließen relativ lang anhaltende Balzfütterungen an, bei denen das Weibchen in geduckter Haltung, lahnend, die dargebrachte Beute übernimmt und danach sofort abfliegt.

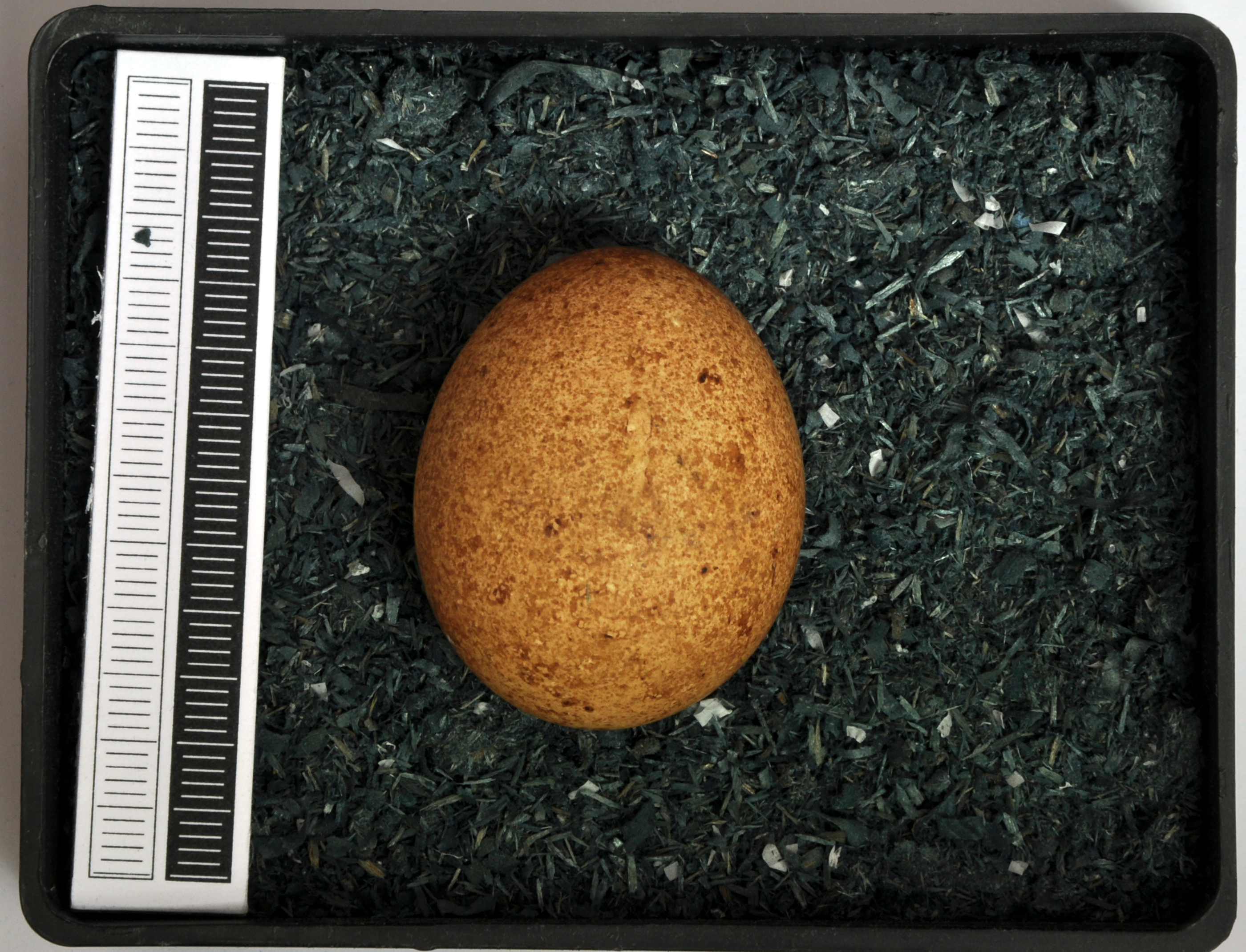
Ei (Sammlung Museum Wiesbaden)

Rötelfalken führen eine meist monogame Brutsaisonehe, Polygynie wurde jedoch beobachtet. Sie werden noch im ersten Lebensjahr geschlechtsreif, schreiten aber meist erst als Zweijährige, seltener sogar erst als Dreijährige zur Brut. Die Mehrzahl der einjährigen Jungvögel verbringt das erste Sommerhalbjahr im Winterquartier; heimkehrende, nicht brütende einjährige Männchen beteiligen sich gelegentlich als Bruthelfer an der Jungenaufzucht. Die Gelege bestehen aus 3–6, meistens 4–5 Eiern mit rötlichbraunen Flecken auf hellbraunem Grund. Sie messen im Durchschnitt 35 × 28 Millimeter. Das Gelege wird von beiden Eltern während des Tages bebrütet, nachts jedoch fast ausschließlich vom Weibchen. Die Jungen schlüpfen nach etwa 28 Tagen. Beide Eltern füttern und betreuen die Jungen. Die Nestlingsdauer ist regional sehr unterschiedlich: Sie scheint stark von Witterungsbedingungen und Nahrungsverfügbarkeit abzuhängen. Sie kann etwas weniger als dreißig Tage betragen, aber auch fast vierzig. Die Führungszeit und die Verbleibdauer der Jungvögel in der Elternkolonie ist bemerkenswert kurz, danach verstreichen die Jungen weiträumig, auffallend oft auch in nördliche Richtungen, bevor sie, meist Anfang August, den Wegzug in das afrikanische Winterquartier antreten. Zweitbruten kommen vor, sind aber im europäischen Beobachtungsraum eher selten.

## Nahrung und Nahrungserwerb
Die Nahrung des Rötelfalken besteht aus einer Vielzahl von Beutetieren, oft jedoch in der Mehrzahl aus Insekten. Er erbeutet vor allem Grillen, Heuschrecken und verschiedene Käfer, zuweilen auch Tausendfüßer und Skorpione, besonders im Frühjahr auch kleine Säugetiere und Reptilien. Im Winterquartier gehören vor allem verschiedene Arten von Wanderheuschrecken und Termiten zu den Beutetieren. Seine überwiegend insektivore Ernährung wird durch die meisten Nahrungsanalysen belegt.
Die Beute wird im Suchflug, Rüttelflug oder von einer Warte aus entdeckt und meist am Boden gefangen oder geschlagen. Oft wird sie bereits im Flug verzehrt, größere Beutetiere werden zu einem Ansitz getragen. In den Abendstunden überwiegt die Flugjagd.
Der Aktionsraum des Rötelfalken hängt von der Nahrungsverfügbarkeit ab. In optimalen Bruthabitaten nutzt er nur ein auffallend kleines Jagdrevier, das in der Regel einen Umkreis von 1–1,5 Kilometer rund um den Brutstandort nicht wesentlich überschreitet.

## Zugverhalten
Fast alle Rötelfalken sind obligate Fernzieher und überwintern in Afrika südlich der Sahara. Alle europäischen Populationen ziehen in diese Gebiete und offenbar auch die zentralasiatischen. Nur wenige alte Männchen versuchen in Südspanien, Marokko, auf dem südlichen Balkan sowie in der Südtürkei zu überwintern. In den Überwinterungsgebieten führen die Rötelfalken ein nomadisches Leben, so dass sie in weiten Teilen Afrikas südlich der Sahara angetroffen werden können. Ihr Vorkommen ist im Wesentlichen vom regionalen Massenauftreten von Großinsekten bestimmt. Insgesamt ist jedoch über das Zugverhalten und die genaue Abgrenzung der Überwinterungsgebiete noch zu wenig bekannt. In Senegal wurde im Spätwinter 2007 von französischen Ornithologen ein Rastplatz entdeckt, an dem sich etwa 28.600 Rötelfalken versammelten.
Der Wegzug beginnt schon im Juli mit einem ungerichteten Zwischenzug, so dass der eigentliche Zugbeginn schwer feststellbar ist. Mittelmeer und Sahara werden wahrscheinlich direkt und in großer Höhe überflogen, da an den bekannten Engstellen (Bosporus, Gibraltar) keine besonderen Häufungen festgestellt wurden. Non-stop-Flüge von 2000 km und mehr wurden festgestellt. Möglicherweise ist er ein Schleifenzieher, doch gibt es insgesamt wenige gesicherte Erkenntnisse über das Zugverhalten dieser Art. In ihrem Winterquartier treffen sie ab Mitte Oktober ein, im Januar beginnt der Heimzug. Etwa Mitte Februar treffen die Vögel in Nordafrika ein, die in Spanien, Süditalien und Griechenland brütenden Vögel werden dort ab März beobachtet, und die ersten Rötelfalken, die in der Steiermark brüteten, trafen an ihren dortigen Brutplätzen fast taggenau am 1. April ein.

## Bestand und Gefährdung
Der Rötelfalke hat in Europa seit den 1960er Jahren starke Bestandseinbußen erlitten. 1960 gab es in der Steiermark und Kärnten noch fast 300 Brutpaare, die sich auf mehrere Kolonien verteilten. 1984 gelang der letzte Brutnachweis. Ähnlich dramatisch verlief die Entwicklung in Ungarn. Seit den 1980er Jahren brach der Rötelfalkenbestand auch in Spanien katastrophal zusammen: 1960 schätzte man das Vorkommen noch auf etwa 100.000 Brutpaare, zurzeit sind es wieder etwas mehr als 10.000, nachdem ihre Zahl um die Mitte der 1990er Jahre schon auf unter 5.000 abgesunken war. Es gibt weltweit nur mehr 10 bis 15 % des Bestandes der 1950er Jahre. Seit einigen Jahren scheinen sich aber wieder etwas positivere Tendenzen feststellen zu lassen: So ist der Bestand in Spanien – auf niedrigem Niveau – seit einigen Jahren stabil, und aus Griechenland und Mazedonien werden beträchtliche Brutpaarzahlen gemeldet. Besonders rapide nimmt die Art zurzeit in Italien zu, wo auch eine erhebliche Arealausweitung nach Norden festzustellen ist. Der europäische Gesamtbestand wird auf etwa 30.500–38.000 Brutpaare geschätzt. 
 Der Bestand des Rötelfalkens wird von der IUCN als mit nicht gefährdet („Least Concern“) klassifiziert.
Die Populationsdynamik dieser Art war von jeher sehr groß – manche Kolonien entstanden, wuchsen schnell an und verschwanden wieder. Mit dieser natürlichen Fluktuation lässt sich der starke Bestandsrückgang in den 1960er Jahren kaum erklären. Möglicherweise leidet diese Art besonders stark durch die Bekämpfung der Wanderheuschrecken in den Überwinterungsgebieten. In den Brutgebieten haben Lebensraumzerstörung, Beutemangel durch Biozideintrag sowie möglicherweise das atlantischer werdende mitteleuropäische Klima den Zusammenbruch der Art beschleunigt. Auch mangelnder genetischer Austausch kann am Zusammenbruch mancher Kolonien beteiligt sein.

## Namensherleitung
Der wissenschaftliche Artname naumanni geht auf Johann Andreas Naumann zurück, den Vater des deutschen Ornithologen Johann Friedrich Naumann.